# Peter Habicht
Peter Habicht (* 5. Januar 1959) ist ein Schweizer Historiker.

## Leben
Peter Habicht, Sohn des Mathematikprofessors Walter Habicht (1915–1998), begann 1980 ein Englisch- und Deutschstudium an der Universität Basel, das er 1985 ohne Abschluss abbrach. 1984–1990 arbeitete er als Taxifahrer in Basel. Dazwischen, 1986/1987, absolvierte er  die École Jacques Lecoq (Theaterschule) in Paris. 1990–2009 arbeitete er als Fremdenführer bei «Basel Tourismus». 
Als Werkstudent absolvierte er 1992–1999 ein Geschichts- und Kunstgeschichtsstudium an der Universität Basel, das er mit einer Lizentiatsarbeit über die Wandmalereien Hans Holbeins des Jüngeren im Grossratssaal des Basler Rathauses abschloss. Seit 2000 arbeitet er als Autor, Stadtführer, Referent, Ausstellungskurator, Inventarisator und Übersetzer. Von ihm erschienen mehrere populärwissenschaftliche Bücher über die Basler Geschichte und Kultur auf Deutsch und auf Englisch, zudem verfasste er Beiträge zu Ausstellungskatalogen und arbeitete zwischenzeitlich auch für eine Art Consulting-Agentur.

## Schriften (Auswahl)

### Monografien
- Lifting the Mask. Your Guide to Basel Fasnacht. Bergli Books, Basel 2001, ISBN 978-3-905252-04-0. (auch als E-Book, 2. Aufl. 2013)
  - pfyffe ruesse schränze. Eine Einführung in die Basler Fasnacht. Bergli Books, Basel 2004, ISBN 978-3-905252-09-5. (dt. Fassung von Lifting the Mask)
- mit Christoph Matt: St. Leonhard. Ein Rundgang durch Kirche und Geschichte. Quartiergemeinde St. Peter, Basel 2008, ISBN 978-3-033-01651-4.
- Basel – Mittendrin am Rande. Eine Stadtgeschichte. Christoph Merian Verlag, Basel 2008, ISBN 978-3-85616-326-6. (2. Aufl. 2012)
  - Basel – A Center at the Fringe. A Concise History. Christoph Merian Verlag, Basel 2008, ISBN 978-3-85616-325-9, (engl. Fassung von Mittendrin am Rande)
- mit Christoph Matt: Das Spalentor und die Vorstadt. Die Geschichte eines Basler Wahrzeichens. Christoph Merian Verlag, Basel 2015, ISBN 978-3-85616-656-4.

### Aufsätze (Auswahl)
- Stadt und Stadtgesellschaft zwischen 1000 und 1530. In: Historisches Museum Basel (Hg.): Der Basler Münsterschatz. Ausstellungskatalog, Christoph Merian Verlag, Basel 2001, S. 205–206.
- Basel und das Narrenschiff. In: Thomas Wilhelmi (Hg.): Sebastian Brant. Forschungsbeiträge zu seinem Leben, zum «Narrenschiff» und zum übrigen Werk. Schwabe, Basel 2002